# Campeonato Russo de Futebol de 1998 - Terceira Divisão
O Campeonato Russo de Futebol - Terceira Divisão de 1998 foi o sétimo torneio desta competição. Participaram cento e dezenove equipes, devido a reestruturação da Pirâmide do futebol russo e a extinção da trietia liga. O nome do campeonato era "Segunda Divisão" (Vtórai Divizion), dado que a primeira divisão era a "Divisão Suprema" (Vysshaia Divizion) e a segunda divisão era a "Primeira Divisão" (Perváia Divizion). O campeonato era dividido em seis torneios independentes - Zona Leste, Oeste, Central, Sul, Ural e Volga sendo 21 na Oeste, 21 na Central, 21 na Sul, 19 na Volga, 18 na Ural e 16 na Leste.

## Participantes da Zona Oeste
| Equipe                                     | Cidade               | Região              | No ano anterior                                                               | Estádio                     | Capacidade | Títulos          | Participações |
| ------------------------------------------ | -------------------- | ------------------- | ----------------------------------------------------------------------------- | --------------------------- | ---------- | ---------------- | ------------- |
| FC Dinamo Vologda                          | Vologda              | Oblast de Vologda   | Décimo Segundo Lugar                                                          | Estádio Dínamo              | 10.000     | 0 (não possui)   | 5             |
| FC Krasnoznamensk-Selyatino Krasnoznamensk | Krasnoznamensk       | Oblast de Moscovo   | Quinto Lugar                                                                  | --                          | --         | 0 (não possui)   | 4<            |
| FC Mosenergo Moscovo                       | Prospekt Vernadskogo | Moscovo             | Décimo Sexto Lugar                                                            | --                          | --         | 0 (não possui)   | 4             |
| FC Avtomobilist Noguinsk                   | [Noginsky            | Oblast de Moscovo   | Nono Lugar                                                                    | Estádio Istomkino           | 500        | 0 (não possui)   | 2             |
| FC Spartak Shchyolkovo                     | Shchyolkovsky        | Oblast de Moscovo   | Décimo Nono Lugar (Zona Central)                                              | Estádio Spartak             | 500        | 0 (não possui)   | 5             |
| FC Dínamo São Petersburgo                  | Petrogrado           | São Petersburgo     | Décimo Oitavo Lugar (Zona Central)                                            | Estádio Petrovsky           | 21.570     | 0 (não possui)   | 4             |
| FC Volga Tver                              | Tver                 | Oblast de Tver      | Décimo Primeiro Lugar (Zona Central)                                          | Estádio Khimik              | 7.875      | 0 (não possui)   | 6             |
| FC Torpedo ZIL de Moscovo                  | Danilovsky           | Moscovo             | Acesso pelo Campeonato Russo de Futebol de 1997 - Quarta Divisão Trietia Liga | Estádio Eduard Streltsov    | 14.274     | 0 (não possui)   | 1             |
| Spartak Moscovo B                          | Presnensky           | Moscovo             | Acesso pelo Campeonato Russo de Futebol de 1997 - Quarta Divisão Trietia Liga | Estádio Lujniki             | 81.000     | 1 (1992 Zona 03) | 3             |
| PFC CSKA Moscovo B                         | Khamovniki           | Moscovo             | Acesso pelo Campeonato Russo de Futebol de 1997 - Quarta Divisão Trietia Liga | Estádio Lujniki             | 81.000     | 0 (não possui)   | 3             |
| Dínamo Moscovo B                           | Aeroport             | Moscovo             | Acesso pelo Campeonato Russo de Futebol de 1997 - Quarta Divisão Trietia Liga | Estádio Dínamo de Moscou    | 36.540     | 0 (não possui)   | 3             |
| Torpedo Moscovo B                          | Danilovsky           | Moscovo             | Acesso pelo Campeonato Russo de Futebol de 1997 - Quarta Divisão Trietia Liga | Estádio Eduard Streltsov    | 13.200     | 0 (não possui)   | 3             |
| Lokomotiv Moscovo B                        | Preobrazhenskoye     | Moscovo             | Acesso pelo Campeonato Russo de Futebol de 1997 - Quarta Divisão Trietia Liga | Estádio Lokomotiv de Moscou | 30.000     | 0 (não possui)   | 3             |
| FC Zenit São Petersburgo B                 | Petrogrado           | São Petersburgo     | Acesso pelo Campeonato Russo de Futebol de 1997 - Quarta Divisão Trietia Liga | Estádio Kirov               | 100.000    | 0 (não possui)   | 2             |
| FC Pskov                                   | Pskov                | Oblast de Pskov     | Acesso pelo Campeonato Russo de Futebol de 1997 - Quarta Divisão Trietia Liga | Estádio Mashinostroitel     | ---        | 0 (não possui)   | 3             |
| FC Spartak Kostroma                        | Kostroma             | Oblast de Kostroma  | Acesso pelo Campeonato Russo de Futebol de 1997 - Quarta Divisão Trietia Liga | Estádio Urojay              | 3.200      | 0 (não possui)   | 3             |
| FC Volochanin Vyshny Volochyok             | Vyshny Volochyok     | Oblast de Tver      | Acesso pelo Campeonato Russo de Futebol de 1997 - Quarta Divisão Trietia Liga | Estádio Spartak             | 5.000      | 0 (não possui)   | 3             |
| FC Khimki                                  | Khimki               | Oblast de Moscovo   | Acesso pelo Campeonato Russo de Futebol de 1997 - Quarta Divisão Trietia Liga | Arena Khimki                | 18.000     | 0 (não possui)   | 1             |
| FC Energiya Velikiye Luki                  | Velikiye Luki        | Oblast de Pskov     | Acesso pelo Campeonato Russo de Futebol de 1997 - Quarta Divisão Trietia Liga | Estádio Express             | ---        | 0 (não possui)   | 1             |
| FC Neftyanik Iaroslavl                     | Iaroslavl            | Oblast de Iaroslavl | Acesso pelo Campeonato Russo de Futebol de 1997 - Quarta Divisão Trietia Liga | Estádio Slavneft            | ---        | 0 (não possui)   | 1             |
| FC Sportakademklub Moscovo                 | Izmaylovo            | Moscovo             | Acesso pelo Campeonato Russo de Futebol de 1997 - Quarta Divisão Trietia Liga | Estádio FOP Izmaylovo       | 10.000     | 0 (não possui)   | 1             |
| FC Monolit Moscovo                         | Begovoy              | Moscovo             | Acesso pelo Campeonato Russo de Futebol de 1997 - Quarta Divisão Trietia Liga | ---                         | ---        | 0 (não possui)   | 1             |

## Participantes da Zona Central
| Equipe                              | Cidade          | Região             | No ano anterior                                                               | Estádio                  | Capacidade | Títulos          | Participações |
| ----------------------------------- | --------------- | ------------------ | ----------------------------------------------------------------------------- | ------------------------ | ---------- | ---------------- | ------------- |
| FC Tekstilshchik Ivanovo            | Ivanovo         | Oblast de Ivanovo  | Décimo Terceiro Lugar                                                         | Estádio Tekstilshchik    | 9.565      | 0 (não possui)   | 5             |
| FC Spartak Riazan                   | Riazan          | Oblast de Riazan   | Terceiro Lugar                                                                | Estádio CSK              | 25.000     | 0 (não possui)   | 6             |
| FC Don Novomoskovsk                 | Novomoskovsky   | Oblast de Tula     | Oitavo Lugar                                                                  | Estádio Khimik           | 5.200      | 0 (não possui)   | 4             |
| FC Spartak Orekhovo Orekhovo-Zuyevo | Orekhovo-Zuyevo | Oblast de Moscovo  | Décimo Sexto Lugar                                                            | Estádio Znamya Truda     | 8.300      | 0 (não possui)   | 5             |
| FC Oriol                            | Oriol           | Oblast de Oriol    | Décimo Segundo Lugar                                                          | Estádio Central          | 14.600     | 0 (não possui)   | 4             |
| FC Spartak Tambov                   | Tambov          | Oblast de Tambov   | Quinto Lugar (Zona Leste)                                                     | Estádio Spartak          | 6.500      | 0 (não possui)   | 4             |
| FC Lokomotiv Liski                  | Liskinsky       | Oblast de Voronej  | Vice Campeão (Zona Oeste)                                                     | Estádio Lokomotiv        | 10.000     | 0 (não possui)   | 3             |
| FC Kosmos Dolgoprudny               | Dolgoprudny     | Oblast de Moscovo  | Acesso pelo Campeonato Russo de Futebol de 1997 - Quarta Divisão Trietia Liga | ---                      | ---        | 0 (não possui)   | 2             |
| FC Spartak Lukhovitsy               | Lukhovitsky     | Oblast de Moscovo  | Acesso pelo Campeonato Russo de Futebol de 1997 - Quarta Divisão Trietia Liga | Estádio Spartak          | 4.400      | 0 (não possui)   | 1             |
| FC Spartak Briansk                  | Briansk         | Oblast de Briansk  | Acesso pelo Campeonato Russo de Futebol de 1997 - Quarta Divisão Trietia Liga | Estádio Dínamo           | 10.100     | 0 (não possui)   | 1             |
| FC Torpedo Vladimir                 | Vladimir        | Oblast de Vladimir | Acesso pelo Campeonato Russo de Futebol de 1997 - Quarta Divisão Trietia Liga | Estádio Torpedo          | 19.700     | 0 (não possui)   | 2             |
| FC Fabus Bronnitsy                  | Bronnitsy       | Oblast de Moscovo  | Acesso pelo Campeonato Russo de Futebol de 1997 - Quarta Divisão Trietia Liga | Estádio Central          | 4.400      | 0 (não possui)   | 1             |
| FC Dínamo Briansk                   | Briansk         | Oblast de Briansk  | Acesso pelo Campeonato Russo de Futebol de 1997 - Quarta Divisão Trietia Liga | Estádio Dínamo           | 10.100     | 0 (não possui)   | 1             |
| FC Kolomna                          | Kolomna         | Oblast de Moscovo  | Acesso pelo Campeonato Russo de Futebol de 1997 - Quarta Divisão Trietia Liga | Estádio Avangard         | 10.200     | 0 (não possui)   | 1             |
| FC Arsenal Tula B                   | Tula            | Oblast de Tula     | Acesso pelo Campeonato Russo de Futebol de 1997 - Quarta Divisão Trietia Liga | Estádio Arsenal          | 20.048     | 0 (não possui)   | 1             |
| FC Titan Reutov                     | Reutov          | Oblast de Moscovo  | Acesso pelo Campeonato Russo de Futebol de 1997 - Quarta Divisão Trietia Liga | ---                      | --         | 0 (não possui)   | 2             |
| FC Lokomotiv Kaluga                 | Kaluga          | Oblast de Kaluga   | Acesso pelo Campeonato Russo de Futebol de 1997 - Quarta Divisão Trietia Liga | Estádio Central          | 4.000      | 0 (não possui)   | 1             |
| FC Salyut Belgorod                  | Belgorod        | Oblast de Belgorod | Acesso pelo Campeonato Russo de Futebol de 1997 - Quarta Divisão Trietia Liga | Estádio Salyut           | 12.000     | 1 (1993 Zona 02) | 4             |
| FC Avangard Kursk                   | Kursk           | Oblast de Kursk    | Acesso pelo Campeonato Russo de Futebol de 1997 - Quarta Divisão Trietia Liga | Estádio Trudovye Rezervy | 11.329     | 0 (não possui)   | 3             |
| FC Stroitel Morshansk               | Morshansk       | Oblast de Tambov   | Acesso pelo Campeonato Russo de Futebol de 1997 - Quarta Divisão Trietia Liga | ---                      | ---        | 0 (não possui)   | 1             |
| FC Torgmash Lyubertsy               | Lyuberetsky     | Oblast de Moscovo  | Acesso pelo Campeonato Russo de Futebol de 1997 - Quarta Divisão Trietia Liga | Estádio Torpedo          | 3.000      | 0 (não possui)   | 3             |
| Asmaral Moscovo                     | Presnensky      | Moscovo            | Acesso pelo Campeonato Russo de Futebol de 1997 - Quarta Divisão Trietia Liga | Estádio Salyut           | 12.000     | 0 (não possui)   | 3             |

## Participantes da Zona Leste
| Equipe                           | Cidade            | Região                | No ano anterior                                                               | Estádio                     | Capacidade | Títulos               | Participações |
| -------------------------------- | ----------------- | --------------------- | ----------------------------------------------------------------------------- | --------------------------- | ---------- | --------------------- | ------------- |
| FC KUZBASS Kemerovo              | Kemerovo          | Oblast de Kemerovo    | Oitavo Lugar                                                                  | Estádio Shakhtyor           | 4.174      | 0 (não possui)        | 6             |
| FC Dínamo Barnaul                | Barnaul           | Krai de Altai         | Quinto Lugar                                                                  | Estádio Dínamo              | 16.000     | 0 (não possui)        | 4             |
| FC Torpedo Rubtsovsk             | Rubtsovsk         | Krai de Altai         | Décimo Sexto Lugar                                                            | Estádio Torpedo             | 6.500      | 0 (não possui)        | 7             |
| FC Metallurg Novokuznetsk        | Novokuznetsk      | Oblast de Kemerovo    | Décimo Terceiro Lugar                                                         | Estádio Metallurg           | 8.500      | 0 (não possui)        | 5             |
| FC SKA-Energiya Khabarovsk       | Khabarovsk        | Krai de Khabarovsk    | Terceiro Lugar                                                                | Estádio Lênin               | 15.200     | 0 (não possui)        | 5             |
| FC Amur-Energiya Blagoveshchensk | Blagoveshchensk   | Oblast de Amur        | Décimo Primeiro Lugar                                                         | Estádio Amur                | 13.500     | 0 (não possui)        | 6             |
| FC Selenga Ulan-Ude              | Ulan-Ude          | Buriácia              | Décimo Quinto Lugar                                                           | Estádio Central de Buriácia | 10.000     | 0 (não possui)        | 5             |
| FC Viktoriya Nazarovo            | Nazarovo          | Krai de Krasnoyarsk   | Décimo Lugar                                                                  | Estádio Shakhtyor           | ---        | 0 (não possui)        | 4             |
| FC Mejdurechensk                 | Mejdurechensk     | Oblast de Kemerovo    | Décimo Oitavo Lugar                                                           | Estádio Tomusinets          | 4.000      | 0 (não possui)        | 4             |
| FC Metallurg Krasnoyarsk         | Krasnoyarsk       | Krai de Krasnoyarsk   | Décimo Segundo Lugar                                                          | Estádio Central             | 22.500     | 1 (1995 Zona Leste)   | 4             |
| FC Chkalovets Novosibirsk        | Novosibirsk       | Oblast de Novosibirsk | Sexto Lugar                                                                   | Estádio Spartak             | 12.500     | 1 (1994 Zona Sibéria) | 3             |
| FC Okean Nakhodka                | Nakhodka          | Krai do Litoral       | Décimo Sétimo Lugar                                                           | Estádio Vodnik              | 10.000     | 0 (não possui)        | 2             |
| FC Zvezda Irkutsk                | Irkutsk           | Oblast de Irkutsk     | Quarto Lugar                                                                  | Estádio Trud                | 28.500     | 0 (não possui)        | 1             |
| FC Luch Vladivostok              | Vladivostok       | Krai do Litoral       | Rebaixado do Campeonato Russo de Futebol de 1997 - Segunda Divisão            | Estádio Dínamo              | 10.500     | 0 (não possui)        | 1             |
| FC Zarya Leninsk-Kuznetsky       | Leninsk-Kuznetsky | Oblast de Kemerovo    | Rebaixado do Campeonato Russo de Futebol de 1997 - Segunda Divisão            | Estádio Shakhtyor           | 6.000      | 1 (1992 Zona 06)      | 2             |
| FC Sibiryak Bratsk               | Bratsk            | Oblast de Irkutsk     | Acesso pelo Campeonato Russo de Futebol de 1997 - Quarta Divisão Trietia Liga | Estádio Metallurg           | 8.000      | 0 (não possui)        | 1             |

## Participantes da Zona Sul
| Equipe                            | Cidade             | Região                  | No ano anterior                                                               | Estádio                        | Capacidade | Títulos          | Participações |
| --------------------------------- | ------------------ | ----------------------- | ----------------------------------------------------------------------------- | ------------------------------ | ---------- | ---------------- | ------------- |
| FC Torpedo Taganrog               | Taganrog           | Oblast de Rostov        | Sexto Lugar (Zona Oeste)                                                      | Estádio Torpedo                | --         | 0 (não possui)   | 6             |
| FC Kavkazkabel Prokhladny         | Prokhladny         | Cabárdia-Balcária       | Décimo Lugar (Zona Oeste)                                                     | --                             | --         | 0 (não possui)   | 7             |
| FC Avtodor Vladikavkaz            | Vladikavkaz        | Ossétia do Norte-Alânia | Sétimo Lugar (Zona Oeste)                                                     | Estádio SOK Tedeyev            | 3.000      | 1 (1992 Zona 02) | 6             |
| FC Angust Nasran                  | Nazran             | Inguchétia              | Décimo Primeiro Lugar (Zona Oeste)                                            | Estádio Rashid Aushev          | 3.500      | 0 (não possui)   | 3             |
| FC Volgar Gazprom Astracã         | Astracã            | Oblast de Astracã       | Quarto Lugar (Zona Oeste)                                                     | Estádio Central                | 21.500     | 0 (não possui)   | 6             |
| FC Anapa                          | Anapa              | Krai de Krasnodar       | Décimo Sétimo Lugar (Zona Oeste)                                              | Estádio Spartak                | --         | 0 (não possui)   | 4             |
| FC Venets Gulkevichi              | Gulkevichsky       | Krai de Krasnodar       | Décimo Quarto Lugar (Zona Oeste)                                              | --                             | --         | 0 (não possui)   | 7             |
| FC Jemtchujina B                  | Sóchi              | Krai de Krasnodar       | Entrou no lugar do Dínamo Jemtchujina, clube C da equipe de Sóchi             | Estádio Central de Sóchi       | 12.500     | 0 (não possui)   | 2             |
| FC Torpedo Armavir                | Armavir            | Krai de Krasnodar       | Décimo Nono Lugar (Zona Oeste)                                                | Estádio Yunost                 | 3.400      | 0 (não possui)   | 5             |
| FC Rostselmash Rostov do Don B    | Rostov do Don      | Oblast de Rostov        | Acesso pelo Campeonato Russo de Futebol de 1997 - Quarta Divisão Trietia Liga | Estádio Rostselmash            | 15.840     | 0 (não possui)   | 3             |
| FC Iriston Vladikavkaz            | Vladikavkaz        | Ossétia do Norte-Alânia | Acesso pelo Campeonato Russo de Futebol de 1997 - Quarta Divisão Trietia Liga | Estádio SOK Tedeyev            | 3.000      | 0 (não possui)   | 6             |
| FC Dínamo Makhachkala             | Mahackala          | Daguestão               | Acesso pelo Campeonato Russo de Futebol de 1997 - Quarta Divisão Trietia Liga | Estádio Dínamo                 | 15.200     | 0 (não possui)   | 3             |
| FC Beshtau Lermontov              | Lermontov          | Krai de Stavropol       | Acesso pelo Campeonato Russo de Futebol de 1997 - Quarta Divisão Trietia Liga | Estádio Beshtau                | 5.500      | 0 (não possui)   | 3             |
| FC Kuban Slaviansk do Kuban       | Slaviansk do Kuban | Krai de Krasnodar       | Acesso pelo Campeonato Russo de Futebol de 1997 - Quarta Divisão Trietia Liga | --                             | --         | 0 (não possui)   | 3             |
| FC Shakhtyor Shakhty              | Shakhty            | Oblast de Rostov        | Acesso pelo Campeonato Russo de Futebol de 1997 - Quarta Divisão Trietia Liga | Estádio Shakhty                | ---        | 0 (não possui)   | 3             |
| FC Alania Vladikavkaz B           | Vladikavkaz        | Ossétia do Norte-Alânia | Acesso pelo Campeonato Russo de Futebol de 1997 - Quarta Divisão Trietia Liga | Estádio Republicano do Spartak | 32.464     | 0 (não possui)   | 1             |
| FC Nart Cherkessk                 | Cherkessk          | Carachai-Circássia      | Acesso pelo Campeonato Russo de Futebol de 1997 - Quarta Divisão Trietia Liga | --                             | --         | 0 (não possui)   | 1             |
| FC Lokomotiv Taym Mineralnye Vody | Mineralnye Vody    | Krai de Stavropol       | Acesso pelo Campeonato Russo de Futebol de 1997 - Quarta Divisão Trietia Liga | Estádio Lokomotiv              | ---        | 0 (não possui)   | 2             |
| FC Mozdok                         | Mozdoksky          | Ossétia do Norte-Alânia | Acesso pelo Campeonato Russo de Futebol de 1997 - Quarta Divisão Trietia Liga | Estádio Trud                   | ----       | 0 (não possui)   | 1             |
| FC Nart Nartkala                  | Urvansky           | Cabárdia-Balcária       | Acesso pelo Campeonato Russo de Futebol de 1997 - Quarta Divisão Trietia Liga | Estádio Khimik                 | --         | 0 (não possui)   | 1             |
| FC Torpedo Georgiyevsk            | Georgiyevsk        | Krai de Stavropol       | Acesso pelo Campeonato Russo de Futebol de 1997 - Quarta Divisão Trietia Liga | Estádio Torpedo                | 3.000      | 0 (não possui)   | 1             |

## Participantes da Zona Ural
| Equipe                             | Cidade          | Região                | No ano anterior                                                               | Estádio               | Capacidade | Títulos        | Participações |
| ---------------------------------- | --------------- | --------------------- | ----------------------------------------------------------------------------- | --------------------- | ---------- | -------------- | ------------- |
| FC UralAZ Miass                    | Miass           | Oblast de Cheliabinsk | Sétimo Lugar (Zona Central)                                                   | Estádio Trud          | 3.000      | 0 (não possui) | 5             |
| FC Metallurg Metiznik Magnitogorsk | Magnitogorsk    | Oblast de Cheliabinsk | Décimo Sétimo Lugar (Zona Central)                                            | Estádio Central       | --         | 0 (não possui) | 5             |
| FC Nosta Novotroitsk               | Novotroitsk     | Oblast de Oremburgo   | Quinto Lugar (Zona Central)                                                   | Estádio Metallurg     | 10.000     | 0 (não possui) | 7             |
| FC Sibir Kurgan                    | Kurgan          | Oblast de Kurgan      | Vigésimo Lugar (Zona Central)                                                 | Estádio Central       | 8.000      | 0 (não possui) | 6             |
| FC Dínamo Ijevsk                   | Ijevsk          | Udmúrtia              | Vigésimo Primeiro Lugar (Zona Central)                                        | Estádio Torpedo       | 19.200     | 0 (não possui) | 4             |
| FC Energiya Tchaikovsky            | Tchaikovsky     | Oblast de Perm        | Quarto Lugar (Zona Central)                                                   | Estádio Energiya      | ---        | 0 (não possui) | 5             |
| FC Amkar Perm                      | Perm            | Oblast de Perm        | Vice Campeão (Zona Central)                                                   | Estádio Zvezda        | 19.500     | 0 (não possui) | 3             |
| FC Sodovik Sterlitamak             | Sterlitamak     | Bascortostão          | Décimo Quarto Lugar (Zona Central)                                            | Estádio Sodovik       | 6.200      | 0 (não possui) | 4             |
| FC Irtysh Tobolsk                  | Tobolsk         | Oblast de Tiumen      | Sétimo Lugar (Zona Leste)                                                     | Estádio Tobol         | 3.402      | 0 (não possui) | 5             |
| FC Dínamo Omsk                     | Omsk            | Oblast de Omsk        | Nono Lugar (Zona Leste)                                                       | Estádio Dínamo        | 4.000      | 0 (não possui) | 6             |
| FC Samotlor-XXI Nijnevartovsk      | Nijnevartovsk   | Khantia-Mansia        | Vice Campeão (Zona Leste)                                                     | Estádio Central       | ---        | 0 (não possui) | 5             |
| FC Uralmash Yekaterinburg          | Ecaterimburgo   | Oblast de Sverdlovsk  | Rebaixado do Campeonato Russo de Futebol de 1997 - Segunda Divisão            | Estádio Central       | 30.000     | 0 (não possui) | 1             |
| FC Zenit Cheliabinsk               | Cheliabinsk     | Oblast de Cheliabinsk | Acesso pelo Campeonato Russo de Futebol de 1997 - Quarta Divisão Trietia Liga | Estádio Central       | 15.000     | 0 (não possui) | 1             |
| FC Dínamo Perm                     | Perm            | Oblast de Perm        | Acesso pelo Campeonato Russo de Futebol de 1997 - Quarta Divisão Trietia Liga | Estádio Dínamo        | ---        | 0 (não possui) | 2             |
| FC Gazovik Oremburgo               | Oremburgo       | Oblast de Oremburgo   | Acesso pelo Campeonato Russo de Futebol de 1997 - Quarta Divisão Trietia Liga | Estádio Gazovik       | 4.950      | 0 (não possui) | 3             |
| FC Neftyanik Pokhvistnevo          | Pokhvistnevo    | Oblast de Samara      | Acesso pelo Campeonato Russo de Futebol de 1997 - Quarta Divisão Trietia Liga | ---                   | --         | 0 (não possui) | 1             |
| FC Trubnik Kamensk-Uralsky         | Kamensk-Uralsky | Oblast de Sverdlovsk  | Acesso pelo Campeonato Russo de Futebol de 1997 - Quarta Divisão Trietia Liga | Estádio Cosmos Sinara | 5.000      | 0 (não possui) | 1             |

## Participantes da Zona Volga
| Equipe                             | Cidade         | Região                   | No ano anterior                                                               | Estádio                            | Capacidade | Títulos               | Participações |
| ---------------------------------- | -------------- | ------------------------ | ----------------------------------------------------------------------------- | ---------------------------------- | ---------- | --------------------- | ------------- |
| FC Svetotekhnika Saransk           | Saransk        | Mordóvia                 | Décimo Quinto Lugar (Zona Central)                                            | Estádio Start                      | 11.581     | 0 (não possui)        | 5             |
| FC Torpedo Pavlovo                 | Pavlovsky      | Oblast de Níjni Novgorod | Nono Lugar (Zona Central)                                                     | Estádio Torpedo                    | 6.000      | 0 (não possui)        | 6             |
| FC Torpedo Arzamas                 | Arzamas        | Oblast de Níjni Novgorod | Sexto Lugar (Zona Central)                                                    | Estádio Znamia                     | 6.000      | 1 (1993 Zona 03)      | 5             |
| FC Volga Ulianovsk                 | Ulianovsk      | Oblast de Ulianovsk      | Décimo Lugar (Zona Central)                                                   | Estádio Trud                       | 10.000     | 0 (não possui)        | 2             |
| FC Biokhimik-Mordovia Saransk      | Saransk        | Mordóvia                 | Acesso pelo Campeonato Russo de Futebol de 1997 - Quarta Divisão Trietia Liga | Estádio Start                      | 11.581     | 0 (não possui)        | 1             |
| FC Torpedo-Viktoria Níjni Novgorod | Níjni Novgorod | Oblast de Níjni Novgorod | Acesso pelo Campeonato Russo de Futebol de 1997 - Quarta Divisão Trietia Liga | Estádio Lokomotiv                  | 17.856     | 0 (não possui)        | 1             |
| FC Zenit Penza                     | Penza          | Oblast de Penza          | Acesso pelo Campeonato Russo de Futebol de 1997 - Quarta Divisão Trietia Liga | Estádio Primeiro de Maio           | 5.000      | 0 (não possui)        | 4             |
| FC Torpedo Volzhsky                | Volzhsky       | Oblast de Volgogrado     | Rebaixado do Campeonato Russo de Futebol de 1997 - Segunda Divisão            | Estádio Loginov                    | 7.000      | 1 (Zona Central 1994) | 2             |
| FC Drujba Iochkar-Ola              | Iochkar-Ola    | Mari El                  | Acesso pelo Campeonato Russo de Futebol de 1997 - Quarta Divisão Trietia Liga | Estádio Drujba                     | 12.500     | 0 (não possui)        | 2             |
| FC Rotor Volgogrado B              | Volgogrado     | Oblast de Volgogrado     | Acesso pelo Campeonato Russo de Futebol de 1997 - Quarta Divisão Trietia Liga | Estádio Central                    | 32.120     | 0 (não possui)        | 3             |
| FC Khimik Dzerjinsk                | Dzerjinsk      | Oblast de Níjni Novgorod | Acesso pelo Campeonato Russo de Futebol de 1997 - Quarta Divisão Trietia Liga | Estádio Khimik                     | 10.000     | 0 (não possui)        | 3             |
| FC Iskra Engels                    | Engels         | Oblast de Saratov        | Acesso pelo Campeonato Russo de Futebol de 1997 - Quarta Divisão Trietia Liga | Estádio Municipal                  | 12.000     | 0 (não possui)        | 2             |
| FC Energiya Uren                   | Urensky        | Oblast de Níjni Novgorod | Acesso pelo Campeonato Russo de Futebol de 1997 - Quarta Divisão Trietia Liga | Estádio Energetik                  | 3.000      | 0 (não possui)        | 3             |
| FC Diana Voljsk                    | Voljsk         | Mari El                  | Acesso pelo Campeonato Russo de Futebol de 1997 - Quarta Divisão Trietia Liga | Estádio Municipal                  | 12.500     | 0 (não possui)        | 1             |
| FC Salyut Saratov                  | Saratov        | Oblast de Saratov        | Acesso pelo Campeonato Russo de Futebol de 1997 - Quarta Divisão Trietia Liga | Estádio Salyut                     | 2.110      | 0 (não possui)        | 1             |
| FC Energiya Ulianovsk              | Ulianovsk      | Oblast de Ulianovsk      | Acesso pelo Campeonato Russo de Futebol de 1997 - Quarta Divisão Trietia Liga | Estádio Trud                       | 10.000     | 0 (não possui)        | 1             |
| FC Spartak-Telekom Shuya           | Shuya          | Oblast de Ivanovo        | Acesso pelo Campeonato Russo de Futebol de 1997 - Quarta Divisão Trietia Liga | Estádio Trud VM Metelsky           | ---        | 0 (não possui)        | 1             |
| FC Volga Balakovo                  | Balakovo       | Oblast de Saratov        | Acesso pelo Campeonato Russo de Futebol de 1997 - Quarta Divisão Trietia Liga | Estádio Trud                       | 12.000     | 0 (não possui)        | 2             |
| FC Progress Zelenodolsk            | Zelenodolsk    | Tartaristão              | Acesso pelo Campeonato Russo de Futebol de 1997 - Quarta Divisão Trietia Liga | Estádio Komsomolets V. M. Kolotova | 7.500      | 0 (não possui)        | 2             |
| FC Rotor Kamyshin                  | Kamyshin       | Oblast de Volgogrado     | Rebaixado do Campeonato Russo de Futebol de 1997 - Segunda Divisão            | Estádio Tekstilshchik              | 7.500      | 0 (não possui)        | 1             |

## Regulamento
O campeonato foi disputado no sistema de pontos corridos em turno e returno nos seis torneios. Os cinco melhores campeões das Zonas eram promovidos diretamente para o Campeonato Russo de Futebol de 1999 - Segunda Divisão e os dois últimos colocados de cada zona eram rebaixados para o Campeonato Russo de Futebol de 1999 - Quarta Divisão. O sexto campeão de zona jogava um playoff com um dos rebaixados do Campeonato Russo de Futebol de 1998 - Segunda Divisão

## Resultados do Campeonato

### Resultados da Zona Oeste
Torpedo-Zil de Moscovo foi o campeão e foi para os playoffs.
Krasnozamensk e Monolit foram rebaixados para a quarta divisão russa.

### Resultados da Zona Central
Spartak de Orekhovo foi o campeão e foi promovido.
Tekstilshchik de Ivanovo, Stroitel e Asmaral foram rebaixados para a quarta divisão russa.

### Resultados da Zona Leste
Metallurg de Krasnoiarsk foi o campeão e foi promovido..
Torpedo de Rubtsovsk, Mejdurechensk e Viktorya de Nazarovo foram rebaixados para a quarta divisão russa.

### Resultados da Zona Sul
Volgar de Astracã foi o campeão e foi promovido.
Lokomotiv Tayn, Anapa, Nart, Alânia B e Torpedo de Armavir foram rebaixados para a quarta divisão russa.

### Resultados da Zona Ural
Amkar foi o campeão e foi promovido.
Trubnik foi rebaixado para a quarta divisão russa.

### Resultados da Zona do Volga
Torpedo-Viktorya foi o campeão e foi promovido.
Drujba de Iochkar-Ola e Progress foram rebaixados para a quarta divisão russa.

## Campeão
| Campeão Russo da Terceira Divisão de 1998 - Zona Oeste |
| ------------------------------------------------------ |
| FC Torpedo ZIL de Moscovo 1° Título                    |

| Campeão Russo da Terceira Divisão de 1998 - Zona Leste |
| ------------------------------------------------------ |
| FC Metallurg Krasnoyarsk 2° Título                     |

| Campeão Russo da Terceira Divisão de 1998 - Zona Central |
| -------------------------------------------------------- |
| FC Spartak Orekhovo Orekhovo-Zuyevo 1° Título            |

| Campeão Russo da Terceira Divisão de 1998 - Zona Sul |
| ---------------------------------------------------- |
| FC Volgar Gazprom Astracã 1° Título                  |

| Campeão Russo da Terceira Divisão de 1998 - Zona Ural |
| ----------------------------------------------------- |
| FC Amkar Perm 1° Título                               |

| Campeão Russo da Terceira Divisão de 1998 - Zona do Volga |
| --------------------------------------------------------- |
| FC Torpedo-Viktoria Níjni Novgorod 1° Título              |

## Torneio de Promoção
| Equipe                     | Cidade      | Região      | Classificado por                                                                | Estádio                  | Capacidade | Títulos        | Participações |
| -------------------------- | ----------- | ----------- | ------------------------------------------------------------------------------- | ------------------------ | ---------- | -------------- | ------------- |
| FC Neftekhimik Nizhnekamsk | Nizhnekamsk | Tartaristão | Décimo Sétimo Lugar no Campeonato Russo de Futebol de 1998 - Segunda Divisão    | Estádio Neftekhimik      | 3.000      | 0 (não possui) | 1             |
| FC Torpedo ZIL de Moscovo  | Danilovsky  | Moscovo     | Campeão da Zona Oeste do Campeonato Russo de Futebol de 1998 - Terceira Divisão | Estádio Eduard Streltsov | 14.274     | 0 (não possui) | 1             |

### Acesso aoCampeonato Russo de Futebol de 1999 - Segunda Divisão
| Acesso                              |
| ----------------------------------- |
| FC Torpedo ZIL de Moscovo 1° Título |